# دیدیه کلاز
دیدیه کلاز (آلمانی: Didier Queloz؛ زادهٔ ۲۳ فوریهٔ ۱۹۶۶) یک ستاره‌شناس اهل سوئیس است.
وی همچنین برندهٔ جوایزی همچون جایزه ولف در فیزیک شده‌است.
در سال ۲۰۱۹ بهمراه میشل مایور و جیم پیبلس موفق به دریافت جایزه نوبل فیزیک گردید.